# Kirche Maria von der Hl. Familie (Übelbach)

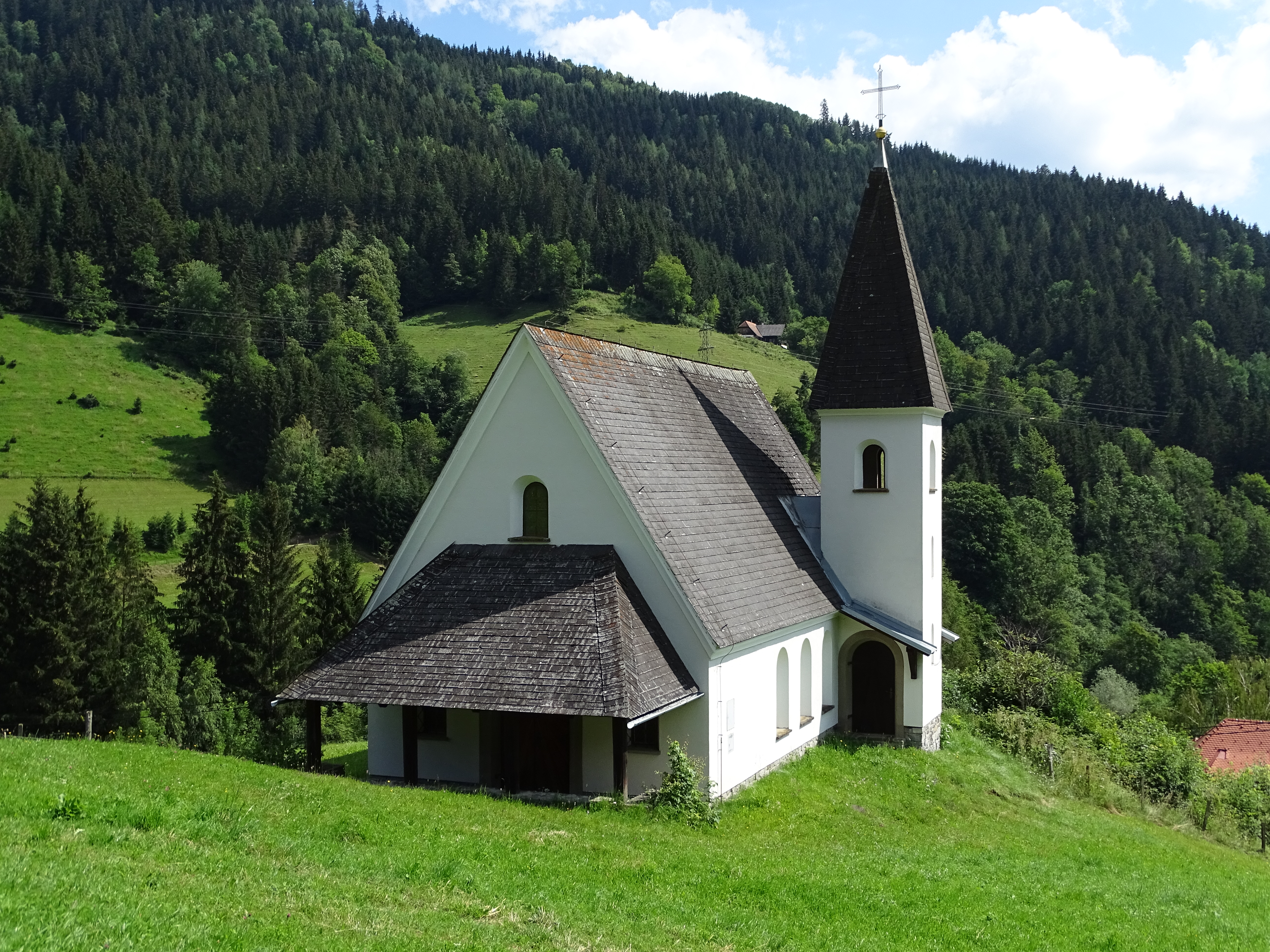
Die Kirche im Juli 2018

Die Kirche Maria von der Hl. Familie ist eine römisch-katholische Messkapelle in der Katastralgemeinde Neuhof in der Steiermark, die zur Marktgemeinde Übelbach gehört.

## Geschichte
Die Kapelle wurde 1958 von der Familie Liechtenstein erbaut und am 26. Oktober desselben Jahres geweiht. Im Jahr 2004 wurde der Volksaltar der Deutschfeistritzer Pfarrkirche in die Kapelle überstellt.

## Beschreibung

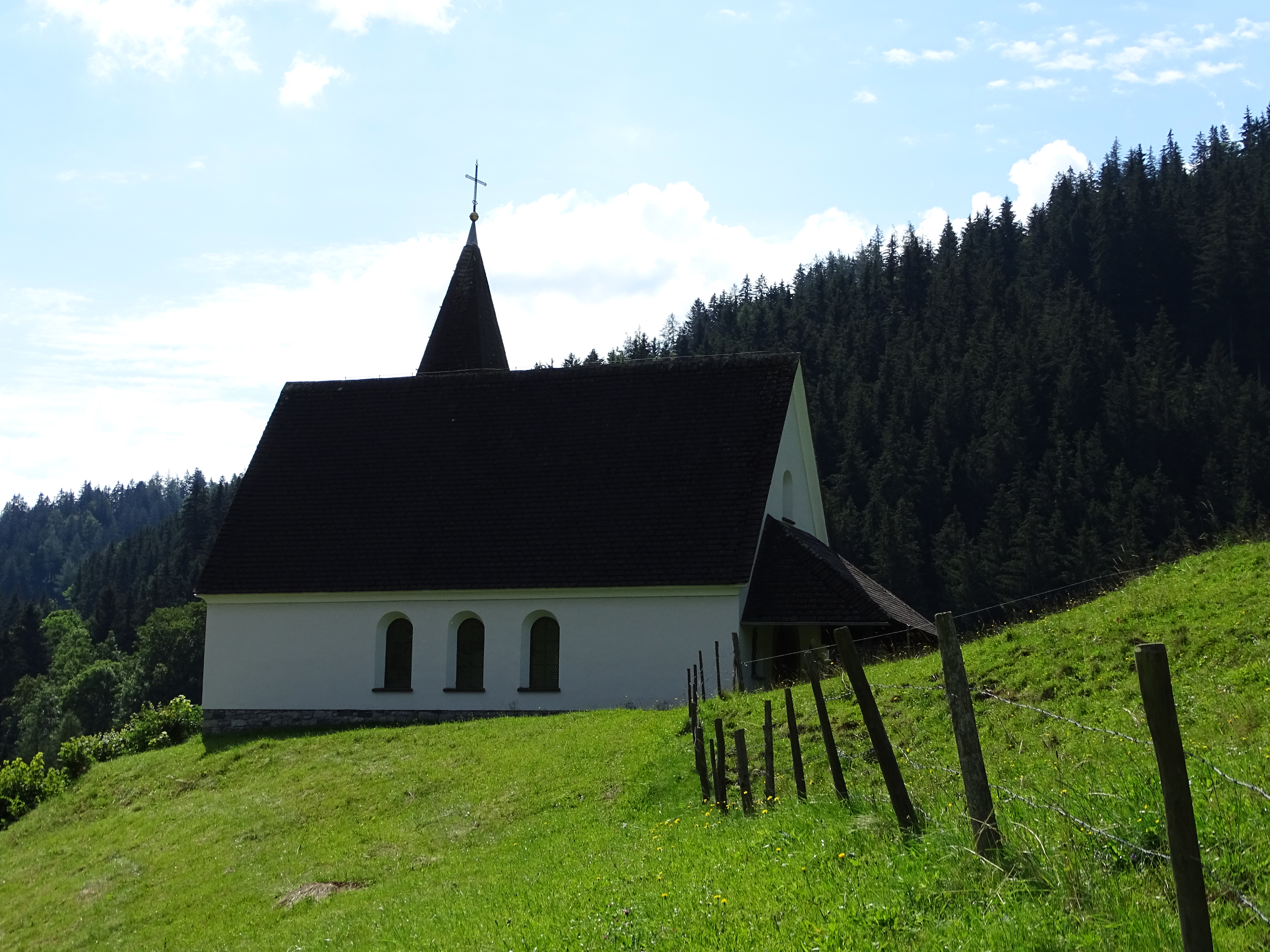
Die Kirche im Juli 2018

Das Kirchengebäude hat eine überdachte Fläche von 97,5 m² und eine 12,7 m² große Vorhalle. Die aus Ziegeln gemauerten Umfassungswände sind rund 38 Zentimeter dick und ruhen auf einem Bruchstücksockel. Das Dach wurde als Sparrendach ausgeführt und ist doppelt mit dunkelgrauen Rechteckplatten gedeckt. Der Kirchturm trägt eine von Hubert Biebel 1958 geschweißte Glocke.
Der gemauerte Altar trägt ein hölzernes Tabernakel. Das zwischen 1685 und 1690 von Hans Adam Weissenkircher gemalte Altarblatt zeigt die Heilige Familie mit der heiligen Elisabet und dem Johannesknaben. Es stammt ursprünglich aus der Übelbacher Pfarrkirche und befindet sich seit 1958 in der Kapelle. Rechts und links des Tabernakels befinden sich eine Herz-Jesu- sowie eine Herz-Mariens-Statue  aus dem Jahr 1886. An der Seitenwand findet man eine von Hans Neuböck gefertigte Christusbüste.
Die figuralen Bleiglasfenster wurden von der Tiroler Glasmalerei und Mosaik Anstalt gefertigt. Eines davon zeigt den Heiligen Clemens als Patron der Holzfäller mit Säge und Axt anstatt des sonst für ihn üblichen Ankers als Symbol. Diese Darstellung, bei der es sich um ein Unikat handelt, erfolgte auf Wunsch der Erbauerfamilie Liechtenstein, die den Anker im Hinblick auf die Holzfäller in der waldreichen Gegend um Übelbach nicht für passend hielt. Auf den anderen Fenstern sind die Heiligen Oswald und Hubertus dargestellt. Das steinerne Weihwasserbecken neben dem Eingangsportal stammt aus der Alten Pfarrkirche von Sankt Bartholomä. Die Kirchenbänke stammen aus dem ehemaligen Dominikanerinnenkloster in Gleisdorf.